# Henry Howard, 6. Duke of Norfolk

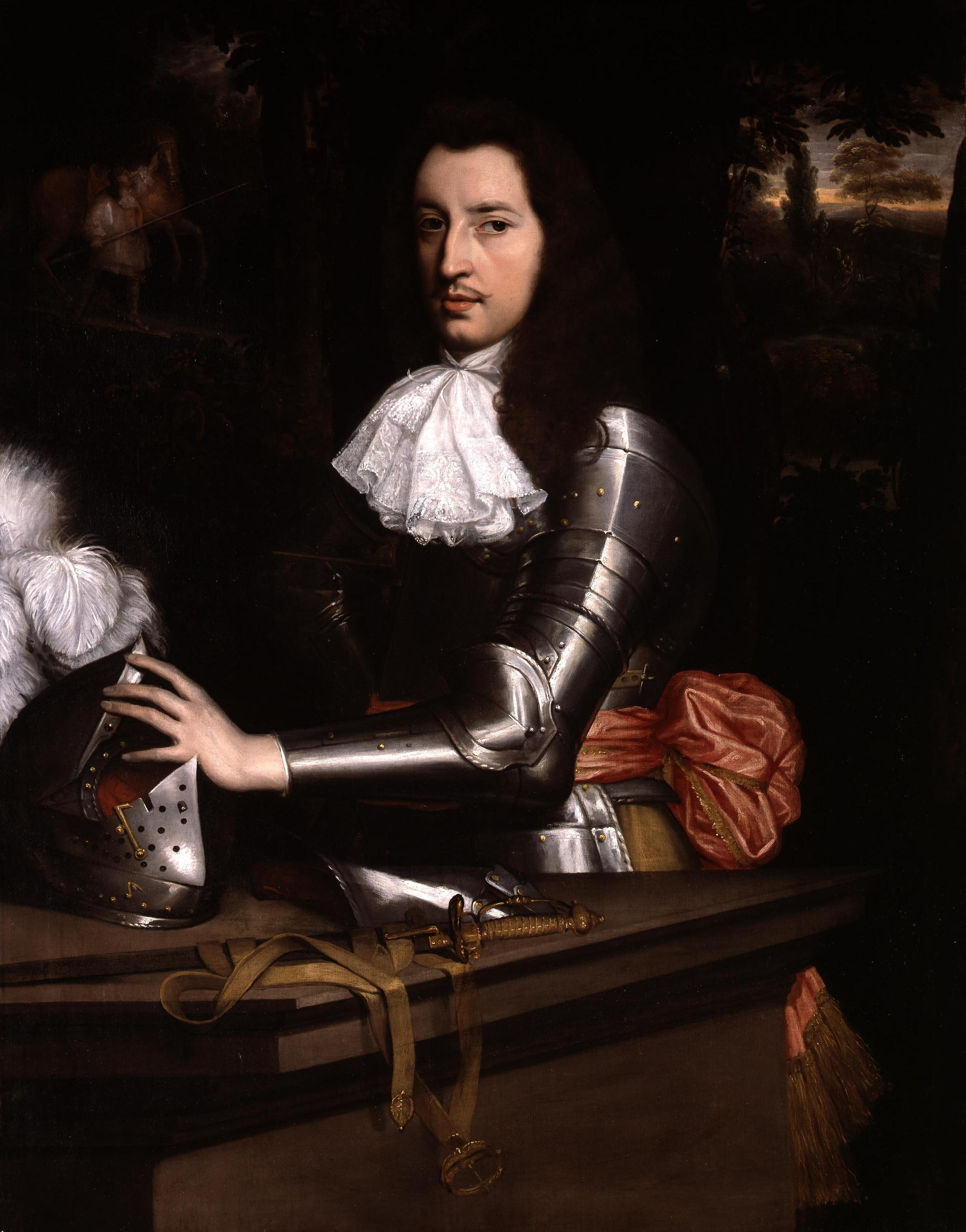
Henry Howard, 6. Duke of Norfolk

Henry Howard, 6. Duke of Norfolk (* 12. Juli 1628; † 13. Januar 1684) war ein englischer Adliger.
Er war der zweite Sohn von Henry Howard, 22. Earl of Arundel, und Elisabeth Stuart. Er folgte seinem Bruder Thomas nach seinem Tod im Jahr 1677 als Duke of Norfolk. Zuvor war er bereits im Jahr 1669 zum Baron Howard of Castle Rising und im Jahr 1672 zum Earl of Norwich erhoben worden. 1672 erreichte er die Wiedereinsetzung seiner Familie in das Amt als Earl Marshal von England, welches sie bis heute bekleidet.
Etwa 1652 heiratete Henry Anne Somerset, die Tochter von Edward Somerset, 2. Marquess of Worcester, und Elizabeth Dormer. Im Januar 1678 beanspruchte er erstmals seinen Sitz im House of Lords, im August desselben Jahres wurde aber aufgrund der angeblichen Papisten-Verschwörung ein Gesetz erlassen, welches es Katholiken untersagte, in einem der beiden englischen Parlamente zu sitzen. Er weigerte sich, seinem Glauben abzuschwören, und ging für drei Jahre ins Exil nach Brügge. Hier errichtete er ein Haus in Nachbarschaft zu einem Franziskanerkonvent, wo er seinem Glauben frei nachgehen konnte. Später schenkte er große Teile seiner Bibliothek, seines Grundbesitzes und Gebäude der Royal Society.
Die für ihn geschaffenen Adelstitel starben mit seinem Enkel 1777 aus. Der Titel des Duke of Norfolk und die nachgeordneten Würde sowie das Amt des Earl Marshals gingen auf die Abkömmlinge seines Bruders Charles Howard of Greystoke über.